# Молер
За друге употребе, погледајте (вишезначна одредница).
Молер или малер, мајстор занатлија, који поправља, уређује или украшава зидове. У основном значењу ове речи то је сликар. Поред наведених речи користи се и реч мазало (калк од немачког). Назив собосликар, од немачког Zimmermaler, налазио се у Закону о радњама пре Другог светског рата.
Молер се бави грубим и финим уређивањем зидова:
- Грубим радовима се малтерише нераван и неуређен зид тако да се покрију велике неравнине и удубљења. За ове радове се раније користило обично блато или смеса блата и сламе док се сада користи малтер.
- Под финим радовима молера се подразумева рад где су неравнине мање од три милиметра: глетовање и кречење малтерисаних површина (наношење белог или бојеног креча) или фарбање зидова разним фарбама (бојама).

## Алат и прибор
Молер у свом раду најчешће користи следећи алат и прибор:
- Четка (разне врсте по облику и величини)
- Ваљак (молерски)
- Кофа
- Шпахтла
- Мистрија
- Пердашка (равњач)